# Plesiopanurgus richteri
Plesiopanurgus richteri là một loài Hymenoptera trong họ Andrenidae. Loài này được Schwammberger mô tả khoa học năm 1971.